# Lo spettacolo di Pasqua di Daffy Duck
Lo spettacolo di Pasqua di Daffy Duck (Daffy Duck's Easter Show) è uno speciale televisivo d'animazione pasquale diretto, co-prodotto e co-sceneggiato da Friz Freleng e trasmesso sulla CBS il 1º aprile 1980. Prodotto dalla DePatie-Freleng Enterprises, è composto da tre segmenti autoconclusivi (successivamente trasmessi come cortometraggi autonomi) intervallati da sequenze in cui Daffy Duck litiga con un animatore in modo analogo a quanto accade nel corto Pennelli, rabbia e fantasia (1953). È stato distribuito in inglese anche col titolo Daffy Duck's Easter Egg-citement (utilizzato per tutte le edizioni home video), mentre in italiano è stato replicato sulle reti Mediaset col titolo Buona Pasqua Daffy Duck.

## Trama

### Frittata per due
Foghorn Leghorn è deluso dal fatto che Miss Prissy arrivi sempre in ritardo e le sue uova non siano perfettamente ovali, così la avverte che se non riuscirà a deporre delle uova di Pasqua turchesi la manderà in una casa per galline anziane. Prissy cerca di deporre un uovo turchese ma ne depone invece uno d'oro, e lo getta fuori dal pollaio. L'uovo rotola via dalla fattoria e viene trovato da Daffy Duck e Silvestro che se lo contendono per un po', finché Daffy non propone di dipingerlo di bianco e nasconderlo nel pollaio per evitare che venga rubato. Tuttavia, subito dopo, le uova vengono portate via da un camion; Daffy e Silvestro lo inseguono e, nella notte, Daffy è costretto a rompere tutte le uova finché non trova quello d'oro.

### L'anatra al cioccolato
Daffy Duck ha il compito di sorvegliare una fabbrica di coniglietti di cioccolato dai topi che vivono nel paese, e si rifiuta di dargliene anche dopo che il sindaco dei topi l'ha pagato. I roditori decidono quindi di chiamare in aiuto Speedy Gonzales. Speedy riesce a portare via alcuni coniglietti sconfiggendo Daffy, fino a che il papero, inseguendo Speedy all'interno della fabbrica, non cade nella macchina che produce i coniglietti e ne esce ricoperto di cioccolato. Daffy viene così portato in piazza e, una volta liberata la testa, decide di unirsi alla festa pasquale.

### In volo verso nord
Uno stormo di anatre sta migrando verso nord in estate; tra queste c'è uno stremato Daffy che rimane costantemente indietro. Il capo dello stormo gli intima di rientrare nei ranghi o andarsene, e Daffy, convinto che ci siano modi più semplici per migrare, abbandona lo stormo. Dopo aver cercato invano di fare l'autostop e di farsi trainare da un'auto, Daffy decide di andare a nord sul dorso di un cavallo che però non ne vuol sapere di muoversi. Durante uno dei suoi tentativi di cavalcarlo, finisce sul dorso di un toro che lo insegue fino all'aeroporto e lo costringe a salire su un aereo diretto in America meridionale. Da qui Daffy deve tornare indietro in volo, consapevole che per quando arriverà a nord lo stormo starà già migrando verso sud.

## Personaggi e doppiatori
| Personaggio       | Doppiatore originale | Doppiatore italiano |
| ----------------- | -------------------- | ------------------- |
| Daffy Duck        | Mel Blanc            | Franco Latini       |
| Gatto Silvestro   | Mel Blanc            | Franco Latini       |
| Speedy Gonzales   | Mel Blanc            | Franco Latini       |
| Foghorn Leghorn   | Mel Blanc            | Vittorio Di Prima   |
| Capo dello stormo | Mel Blanc            |                     |
| Miss Prissy       | Nancy Wible          | Mirella Pace        |

## Edizione italiana
Lo speciale fu trasmesso su Rai 1 il 23 aprile 1984 (lunedì dell'Angelo); il doppiaggio fu eseguito dalla Mops Film e diretto da Willy Moser. A partire dal 1996 i tre segmenti furono distribuiti come singoli cortometraggi con nuovi doppiaggi: L'anatra al cioccolato fu doppiato dalla Angriservices Edizioni sotto la direzione di Renzo Stacchi su dialoghi di Giorgio Tausani, mentre gli altri due corti dalla Time Out Cin.ca sotto la direzione di Massimo Giuliani.

## Edizioni home video
Lo speciale fu distribuito in VHS in America del Nord nel 1992. Fu poi inserito come contenuto speciale nel primo DVD-Video della raccolta Looney Tunes Golden Collection: Volume 6, uscita in America del Nord il 21 ottobre 2008. Il 18 febbraio 2020 fu distribuito in DVD singolarmente in America del Nord, con Buona Pasqua Bunny e Le uova d'oro come corti extra.